# Alexander Eckener

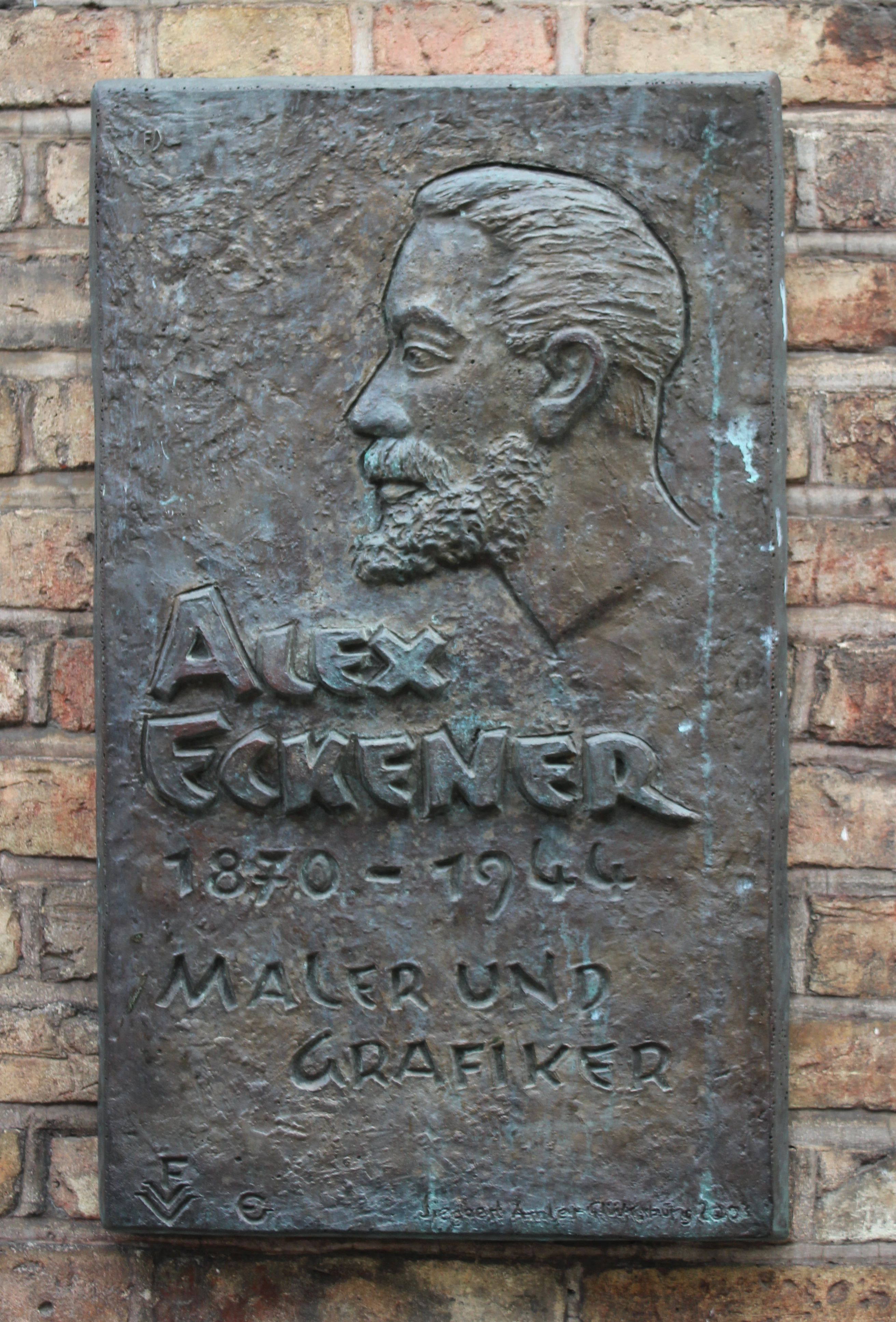
Alexander Eckeners Gedenktafel an dessen Geburtshaus

Alexander „Alex“ Eckener (* 21. August 1870 in Flensburg; † 26. Mai 1944 in Aalen) war ein deutscher Maler und Grafiker.

## Leben

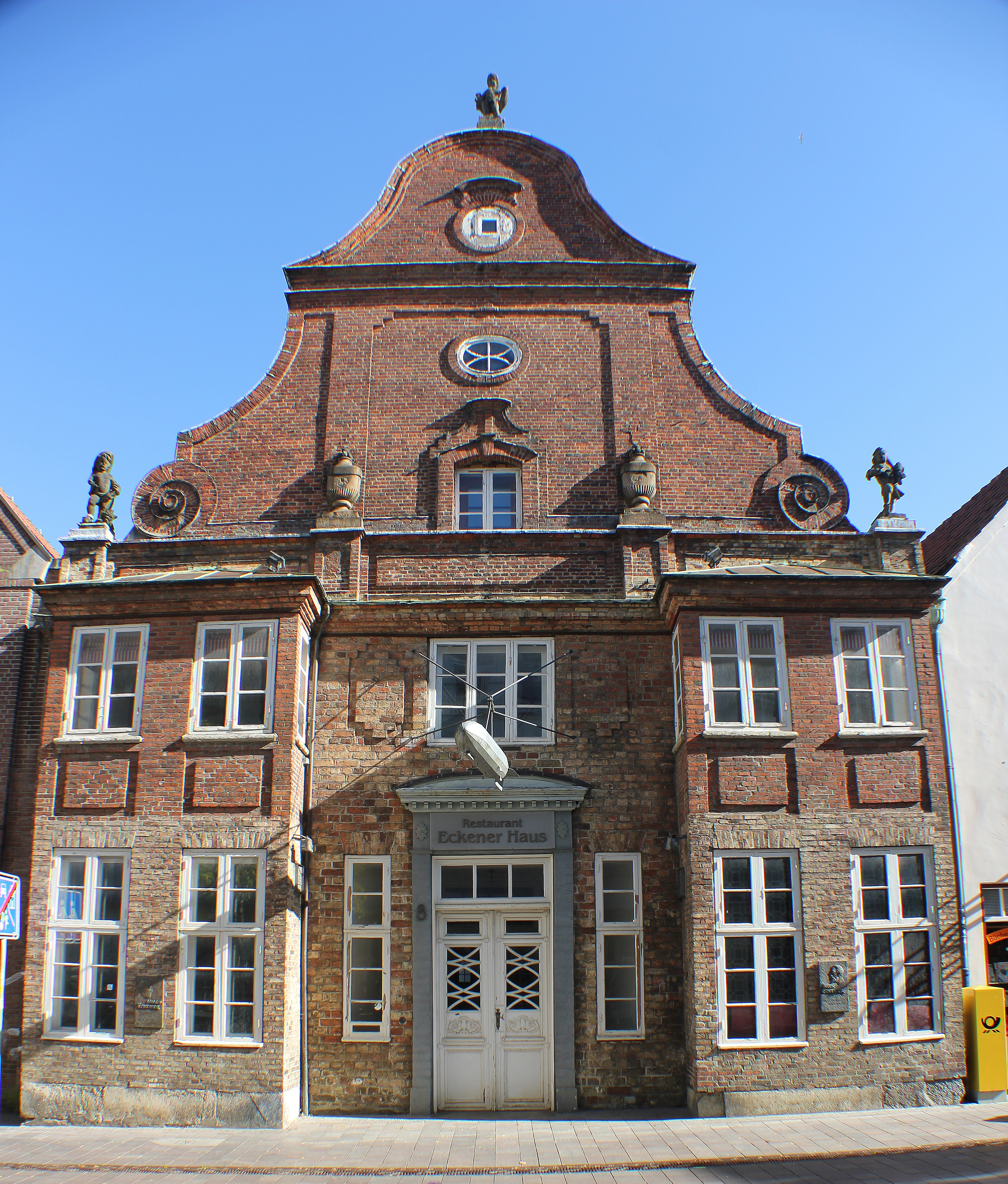
Das Geburtshaus in Flensburg, das sogenannte Eckener Haus.

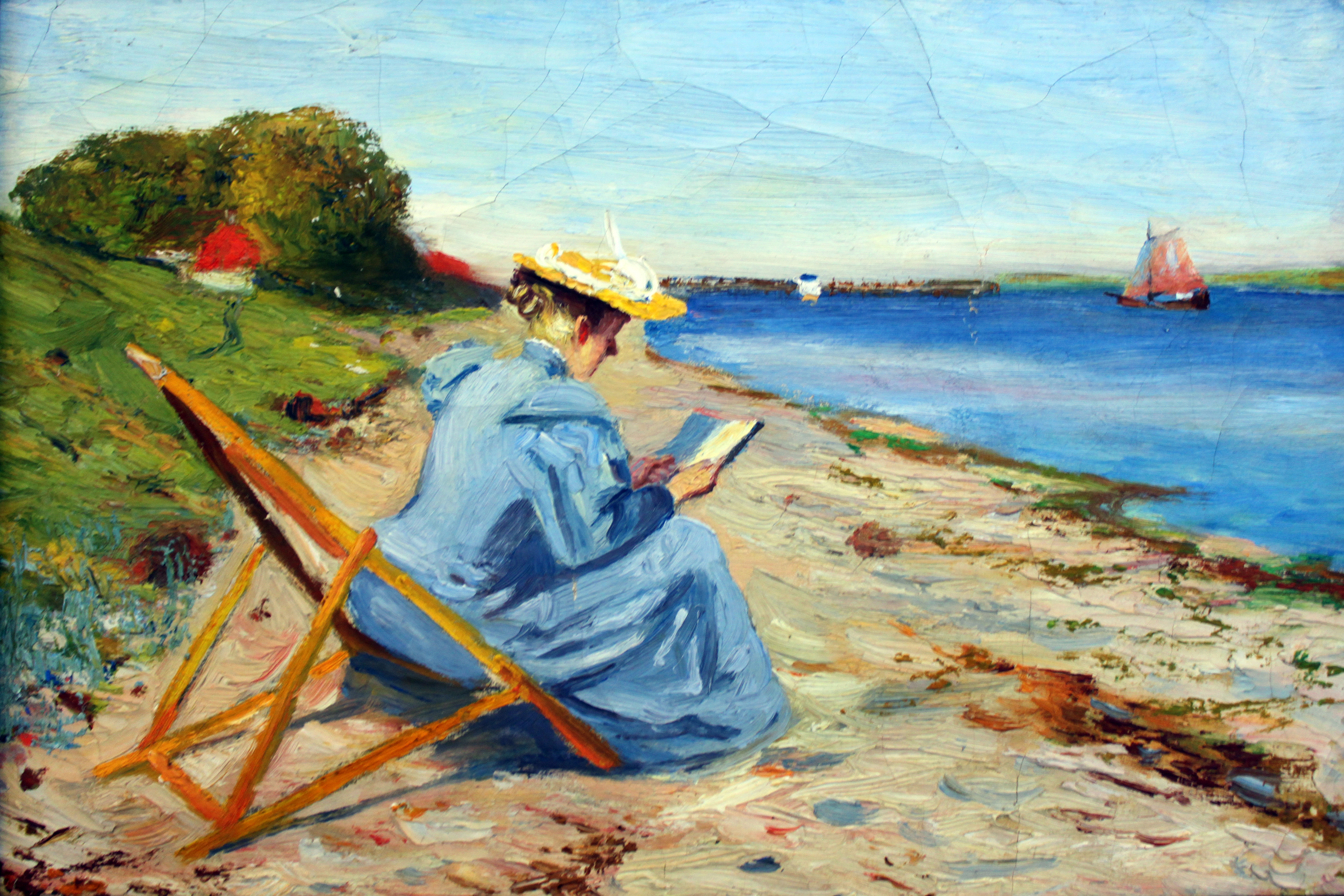
Toni Eckener am Strand von Rinkenis, um 1900

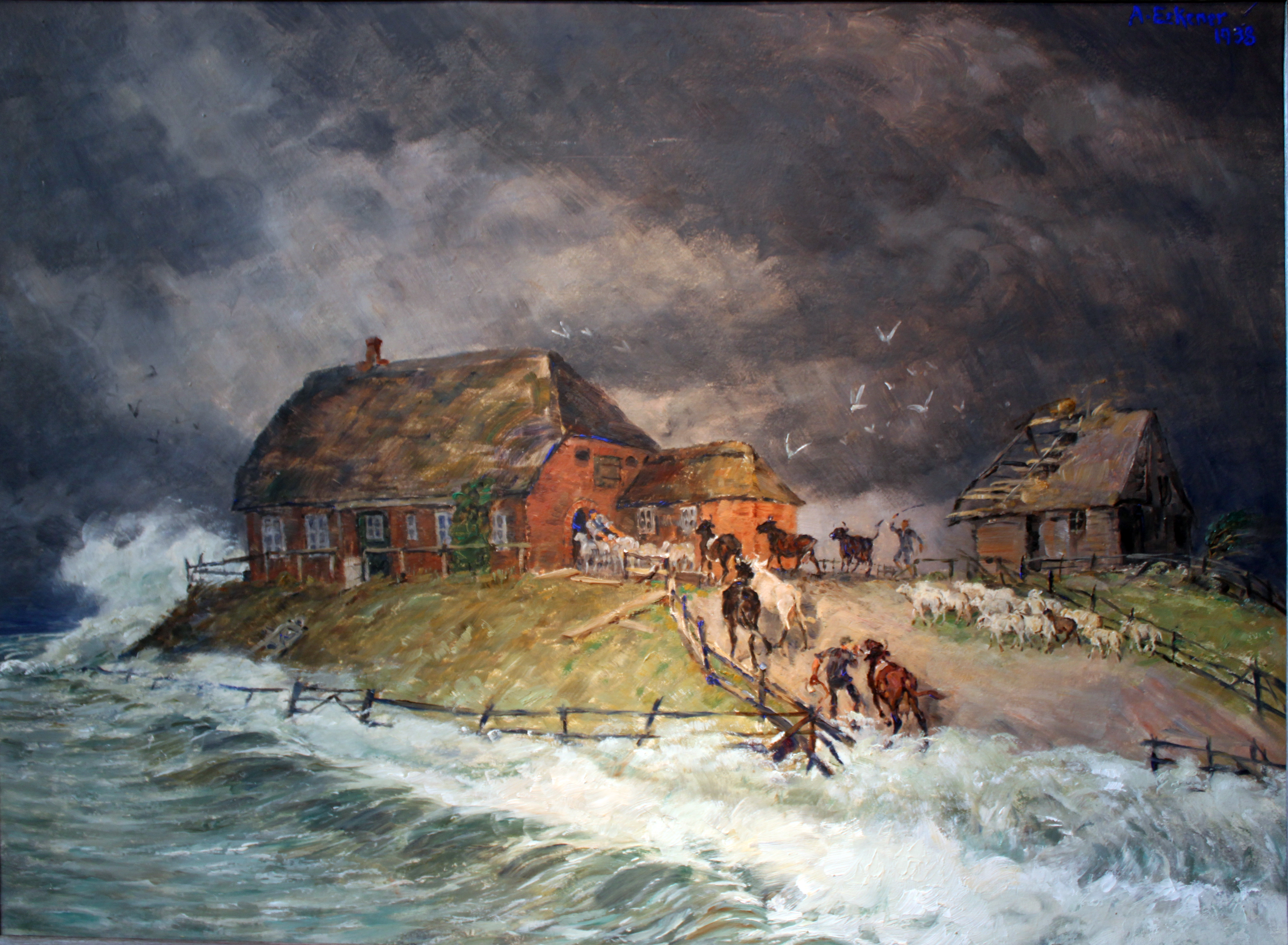
Halligwarft während einer Sturmflut, 1906

Alexander Eckener war der jüngere Sohn des Zigarrenfabrikanten Johann Christoph Eckener (1824–1880) und dessen Ehefrau, der Schustermeistertochter Anna Maria Elisabeth, geb. Lange (1832–1893). Der Zeppelinfahrer und Leiter der Deutschen Luftschifffahrtsgesellschaft Hugo Eckener (1868–1954) war sein älterer Bruder.
Eckener erhielt seine ersten künstlerischen Anregungen von seinem Lehrer, dem Flensburger Maler Jacob Nöbbe, der auch Emil Nolde Privatunterricht gab. Durch dessen Unterstützung konnte Eckener zwischen 1888 und 1892 an der Akademie der Bildenden Künste München bei Johann Herterich studieren. Anschließend kehrte er in seine Heimatstadt zurück und schloss sich dort der Künstlerkolonie Ekensund an. Seit 1897 beteiligte er sich an Ausstellungen in Berlin, München, Flensburg und Stuttgart und wurde 1899 Mitglied der Schleswig-Holsteinischen Kunstgenossenschaft.
Mit 29 Jahren ging Eckener 1899 auf Empfehlung von Hans Peter Feddersen nach Stuttgart und wurde an der dortigen Kunstakademie als Meisterschüler von Leopold Graf von Kalckreuth angenommen. Dieser führte ihn in die Kunst der Radierung ein und in diesem Genre gelang Eckener auch sein künstlerischer Durchbruch. Im Jahr 1900 reiste er mit einem Stipendium des württembergischen Kulturministeriums nach Paris. Obwohl er seit 1899 in Stuttgart ansässig war, blieben die Flensburger Förde und die schleswig-holsteinische Westküste seine bevorzugten Studienorte. 1905 gründete er eine private Radierschule in Stuttgart und wurde 1908 Lehrer an der Grafikklasse der Stuttgarter Kunstakademie. 1912 wurde er dort zum a.o. Prof. berufen. Im Rahmen der Volksabstimmung in Schleswig 1920 schuf Eckener Plakate und Postkarten für die deutsche Seite.
1925 betraute man ihn als o. Prof. für Lithographie und Holzschnitt mit der Leitung der Akademie. Dieses Amt legte Eckener 1928 nieder, lehrte aber noch bis zu seiner Emeritierung 1936 und zog sich dann in sein ehemaliges Sommerhaus in Abtsgmünd zurück. Die Radierung blieb sein stärkstes und subtilstes künstlerisches Medium, als deren Höhepunkt gelten die Illustrationen zu Theodor Storms Novelle Der Schimmelreiter
Alexander Eckener war seit 1905 mit der Malerin Sophie Dorothea, geb. Eisenlohr (1884–1975) verheiratet. Das Paar hatte fünf Kinder. Ihr einziger Sohn war der Maler Hans-Peter Eckener, der im Februar 1944 im Alter von 34 Jahren in Polen fiel. Von diesem Schicksalsschlag erholte sich Eckener nicht und starb nur dreieinhalb Monate später in Aalen. Er wurde auf dem Friedhof in Abtsgmünd beigesetzt.

## Literatur

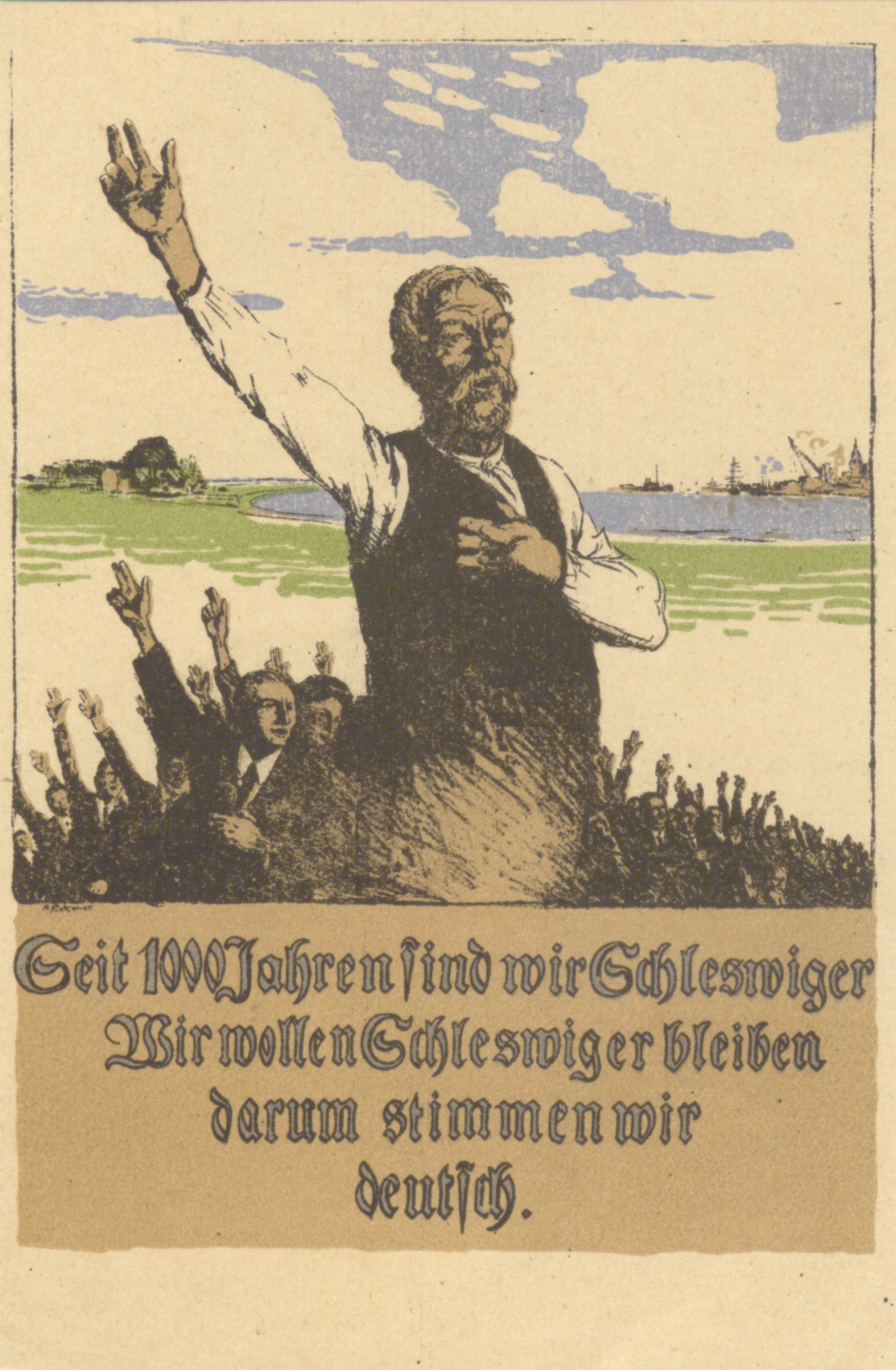
Pro-deutsches Plakat für die Volksabstimmung 1920 von Alexander Eckener (hier als Postkarte).